# Holothrix filicornis
Holothrix filicornis là một loài thực vật thuộc họ Orchidaceae. Đây là loài đặc hữu của Namibia. Môi trường sống tự nhiên của chúng là vùng cây bụi khô khu vực nhiệt đới hoặc cận nhiệt đới and vùng nhiều đá. Chúng hiện đang bị đe dọa vì mất môi trường sống.